# Edward Cavendish
Edward William Spencer Cavendish, décimo duque de Devonshire KG, MBE, TD (n. Londres, 6 de mayo de 1895-26 de noviembre de 1950), conocido como Marqués de Hartington (1908-1938), fue jefe de la rama Devonshire de la Familia Cavendish. Nació en la parroquia de St. George in the East, Stepney, fue propietario de Chatsworth House, y uno de los mayores terratenientes de todo el Reino Unido y de la República de Irlanda. También fue miembro del Parlamento por West Derbyshire desde 1923 a 1938 y ministro durante el gobierno de Sir Winston Churchill.
Fue Rector de la Universidad de Leeds desde 1938 hasta 1950. Asimismo fue Gran Maestre de la Gran Logia Unida de Inglaterra desde 1947 hasta 1950.

## Familia
La hermana del duque, Lady Dorothy, se casó con el primer ministro Harold Macmillan.
En 1917, se casó con Lady Mary Gascoyne-Cecil. Tuvieron cinco hijos:
- William Cavendish, marqués de Hartington (1917-1944), muerto en acción durante la Segunda Guerra Mundial. Casado con Kathleen Kennedy, hermana de John F. Kennedy.

- Lord Andrew Cavendish (1920-2004), después marqués de Hartington (1944-1950) y duque de Devonshire (1950-2004), casado con Deborah Mitford.

- Lady Mary Cavendish (6 de noviembre de 1922-17 de noviembre de 1922).

- Lady Elizabeth Georgiana Alice Cavendish (nacida el 24 de abril de 1926).

- Lady Anne Evelyn Beatrice Cavendish (6 de noviembre de 1927-9 de agosto de 2010), casada con Michael Lambert Tree.

## Muerte

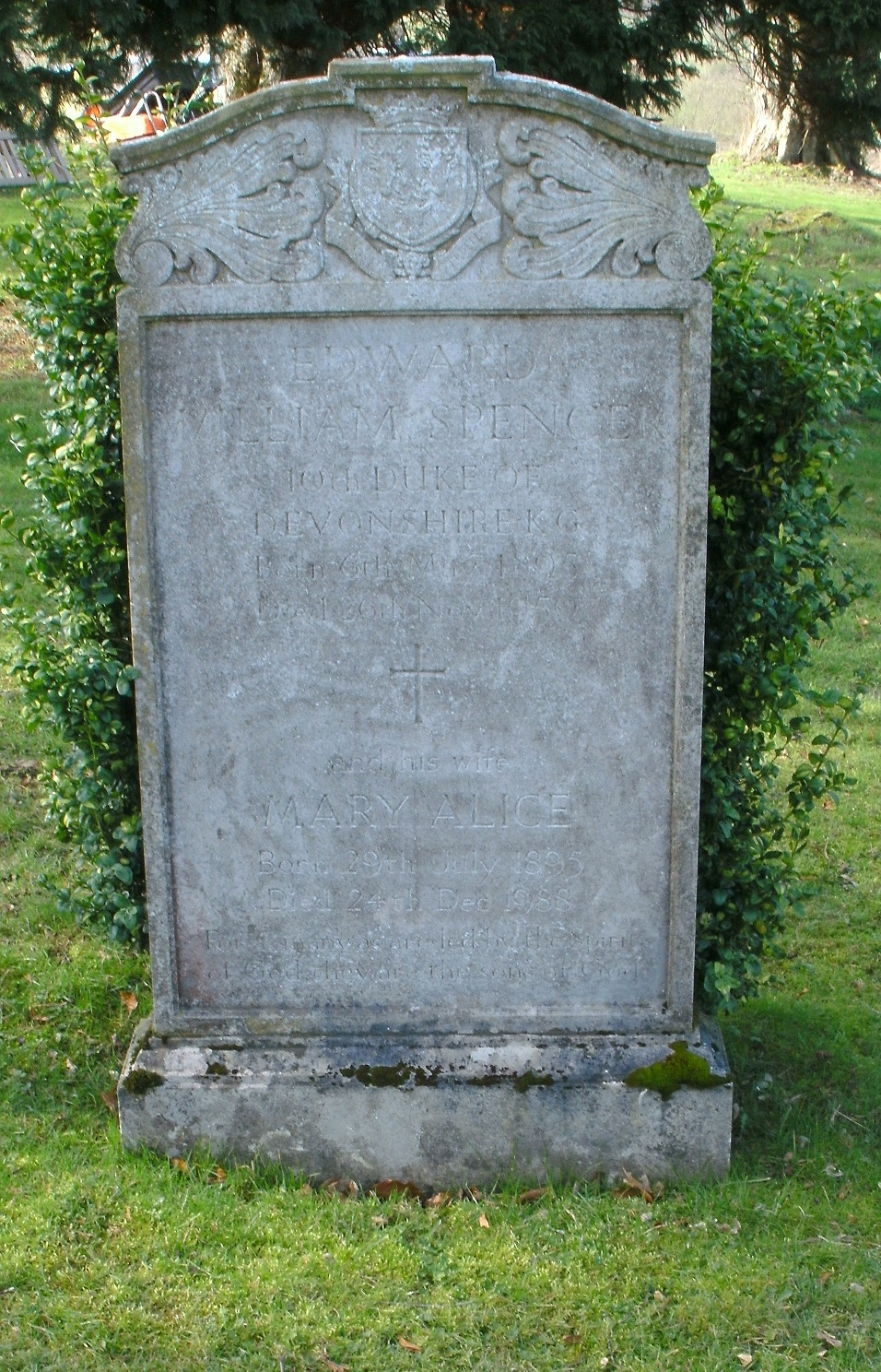
Cementerio de San Pedro, Edensor - tumba de Edward Cavendish, décimo duque de Devonshire KG, MBE, TD (1895-1950)

El 26 de noviembre de 1950, sufrió un ataque al corazón y murió en Eastbourne, en presencia de su médico de cabecera, el doctor John Bodkin Adams, quien después fue descubierto como un asesino en serie. A pesar de que el duque no había visto un médico en los 14 días antes de su muerte, el médico forense no fue avisado como debería haberlo sido. Adams firmó el certificado de defunción indicando que el duque murió de causas naturales. Trece días antes, Edith Alice Morrell -pariente de Adams- también había muerto. La historiadora Pamella Cullen especula que como el duque era jefe de los masones, Adams -un miembro de la sociedad de los Hermanos de Plymouth- habría retenido el tratamiento vital que era necesario para su salud, ya que el "Gran Maestre de Inglaterra habría sido visto por algunos de los Hermanos de Plymouth como Satanás encarnado". No se llevó a cabo una investigación policial adecuada después de su muerte. 
El doctor Adams fue juzgado en 1957 por el asesinato de Morrell pero polémicamente fue absuelto. El fiscal fue el fiscal general Sir Reginald Manningham-Buller, primo lejano del duque. Cullen ha cuestionado el que Manningham-Buller no interrogó a Adams en relación con la muerte del duque, y sugiere de que no quería llamar la atención del primer ministro Harold Macmillan (cuñado del duque), especialmente por su esposa, que tenía un affair con Robert Boothby en ese tiempo. 
El patólogo del Ministerio de interior Británico Francis Camps ha vinculado a Adams con 163 sospechas de muerte, lo que lo convertiría en precursor del asesino en serie Harold Shipman.

## Bienes
La sorpresiva muerte del duque hizo que, de su patrimonio, se pagara el 80% por los derechos de sucesión, lo que se hubiera evitado si hubiera vivido unos meses más para hacer testamento. Esto llevó a la transferencia de la mansión Hardwick Hall al organismo público National Trust, y la venta de muchos activos acumulados de los Devonshire, incluyendo miles de hectáreas de tierras, obras de arte y libros raros.
- Datos: Q2761950
- Multimedia: Edward Cavendish, 10th Duke of Devonshire / Q2761950